# Gail Dines
Gail Dines, född 29 juli 1958 i Manchester, är en brittisk-amerikansk professor emerita i sociologi och genusvetenskap vid Wheelock College i Boston (Massachusetts, USA). Hon ansluter sig till radikalfeministiska teorier och har specialiserat sig på forskning omkring pornografi.
2010 beskrevs hon som världens främsta antiporraktivist. Hon är grundare av organisationerna Stop Porn Culture (numera inaktiv) och Culture Reframed, båda med målsättningen att ifrågasätta pornografins påverkan på den moderna kulturen. Boken Pornland (2010) har väckt stor uppmärksamhet, och som medgrundare av den akademiska tidskriften Sexualization, Media, and Society har hon fortsatt att fokusera sig på riskerna med sexualiseringen av samhället.

## Biografi
Dines föddes in i en ortodox judisk familj i engelska Manchester, där hon studerade vid King David School. Efter att som 18-åring ha läst Robin Morgans bok Sisterhood is Powerful övergav hon den ortodoxa judendomen, för att istället engagera sig inom radikalfeminismen. Hon har beskrivit sitt förhållande till feminismen som en passionerad kärleksaffär och hur hon ser radikalfeminismen som så mycket mer attraktiv än exempelvis liberalfeminismen.
Hon tog kandidatexamen vid Salford University, där hon även blev bekant med sin blivande make David Levy (student vid University of Manchester). Hon engagerade sig i marxismen; efter att studentrörelsen röstat för att betrakta sionism som rasism (i enlighet med FN-resolution 3379) svalnade dock hennes marxistiska intresse. Denna period i slutet av 1970-talet omgavs av en ökande antisemitism i Storbritannien, och 1980 flyttade hon som 22-åring till Israel med sin make.
I Israel blev hon medgrundare till den feministiska gruppen Isha L'isha ('Kvinna till kvinna'), som 2018 beskrev sig själv som den äldsta feministiska gräsrotsrörelsen i landet. På Haifas universitet inledde hon forskningsstudier omkring våld mot kvinnor. Hon påbörjade sin doktorsavhandling under tiden hon verkade som volontär vid en kvinnojour, och hon stötte för första gången på pornografi under ett möte i staden arrangerat av organisationen Women Against Pornography. Nästa dag berättade hon för sin handledare att hon ville ha pornografi som ämne för avhandlingen; "Jag kunde inte tro det jag såg. Jag kunde inte tro att män kunde skapa sådana här bilder, och att andra män ville titta på dem".
Paret Dines/Levy fick en son, född under tiden som Levy befann sig i Libanon som del av Israels försvarsmakt. Paret var själva motståndare till Israels invasion av Libanon, hon gick in i den israeliska fredsrörelsen och har varit fortsatt kritisk mot den israeliska bosättningspolitiken på ockuperat territorium. 1986 flyttade familjen till USA, efter att man blivit allt mer obekväm med den hypermaskulina israeliska kulturen. I USA började Levy studera vid Harvard Business School. Dines försvarade 1990 framgångsrikt sin doktorsavhandling, vilken då hade titeln Towards a Sociology of Cartoons: A Framework for Sociological Investigation with Special Reference to "Playboy" Sex Cartoons, på Salford University.

### Karriär och forskning
Från och med 1986 och fram till cirka 2016 arbetade hon vid Wheelock College i Boston. Hon verkade där som professor i sociologi och genusvetenskap och var ordförande för fakulteten för amerikanska studier. Parallellt blev Levy professor i ämnet ledarskap vid University of Massachusetts i Boston. 
Hon är medförfattare till boken Pornography: The Production and Consumption of Inequality (1997) och har även skrivit Pornland: How Porn Has Hijacked Our Sexuality (2010). Hon har även skrivit för en mängd olika tidskrifter och tidningar, inklusive för The New York Times, Newsweek, Time och The Guardian. Hon grundade organisation Stop Porn Culture, var en av grundarna av National Feminist Anti-Pornography Movement och grundade senare Culture Reframed. Den senare organisationen arbetar för att få pornografi (och dess moderna konsekvenser) erkänt som en allmän hälsokris.
Dines menar att pornografin förvränger mäns syn på sexualiteten, och att den försvårar för dem att etablera intima relationer med kvinnor. Våldet och grymheterna som hon finner i modern pornografi liknar inte någon tidigare mjukpornografi, säger hon och hävdar att den motverkar arbetet för jämlikhet mellan könen i det moderna samhället. Hon ser också det stora utbudet av hårdpornografi som en bidragande orsak till det ökande "behovet" av människohandel för sexuella syften.
I februari 2011 inbjöds Dines och hennes kollega inom antiporr-rörelsen Shelley Lubben till en debatt mot dåvarande porrfilmsregissören Anna Span. Debatten arrangerades vid Cambridge Union, en debattarena kopplad till University of Cambridge, där arrangörerna utgick från tesen "This house believes that pornography does a good public service" ('Denna församling menar att pornografin utför en god tjänst för allmänheten'). Dines och Lubben lyckades inte övertyga majoriteten av åhörarna om motsatsen, efter en omröstning där ja-sidan fick 231 röster, nej-sidan 187 röster och 197 avstod från att rösta. Dines menade att hennes meningsmotståndare "vann" debatten eftersom åhörarna till största delen bestod av "18–22-åriga män som använder pornografi på daglig basis".
Dines uttalade sig starkt kritiskt till 2014 års grundande av den akademiska tidskriften Porn Studies. Hon ansåg att "redaktörerna kommer från en porrvänlig bakgrund och förnekar värdet av tonvis med forskning omkring pornografins negativa sidor". Hon såg redaktörerna som föga mer än påhejare av porrindustrin. Ett drygt år senare var hon medgrundare av Sexualization, Media, and Society, en akademisk tidskrift med fokus på sexualiseringen i dagens samhälle och dess risker. Tidskriften har fram till 2017 kommit ut med sex utgåvor, men ingen därefter (fram till 2022).

### Pornland, dess mottagande och övrigt
I Dines bok Pornland: How Porn Has Hijacked our Sexuality (2010) beskrivs att pojkar och män på Internet utsätts för pornografi som är alltmer våldsam och där kvinnor i sin tur utsätts för grymheter. Hon anser att pornografin är "patriarkatets perfekta propagandavapen". Tonåriga flickors exponering för pornografins bilder påverkar deras sexuella identitet, menar hon, med resultatet att kvinnor hålls som gisslan av lögnaktiga bilder. Kvinnligheten reduceras till den "hypersexualiserade, unga, smala, tonade, hårlösa och – i många fall – kirurgiskt modifierade kvinnan med den lockande blicken."
Boken har fått blandat mottagande, och vissa recensenter beklagar hennes aggressiva och konfrontativa språkbruk. Hennes skrivande har även fått kritik från akademiskt håll, inklusive från Ronald Weitzer vid George Washington University som 2011 publicerade essän "Pornography: the need for solid evidence". Där hävdade han att Dines' skrivande rent allmänt (inte minst i Pornland) är dåligt underbyggt och att det går emot stora delar av den befintliga forskningen på området. I ett genmäle – "A Feminist Response to Weitzer" – i samma tidskrift förklarade Dines att hon i sin bok använt teorier och forskningsmetodik som utvecklats av Stuart Hall och Antonio Gramsci. Efter att Dines samma år skrivit omkring porrindustrin i The Guardian, blev hon anklagad av Lynn Comelia (professor i genusvetenskap vid University of Nevada) för att misslyckas i sitt motbevisande.
Dines är en flitig föreläsare omkring pornografin och dess problem, och hon är sedan 2010-talet den internationellt kanske mest kända radikalfeministiska antiporraktivisten. Hon ses som en engagerad och engagerande talare, men ibland upplevs hon förenkla eller förvrida komplicerade orsakssamband. Hon anser att pornografi är en förutsättning för efterfrågan på prostituerade, och hon anser att BDSM är samma sak som tortyr.
2007 skrev Dines en artikel omkring ett uppmärksammat fall av misstänkt massvåldtäkt i Durham i North Carolina (som senare slutade med frikännande för de misstänkta och att huvudåklagaren tvangs avgå). Dines menade i sin text att "vi borde i det här fallet fokusera mer på männen". Fackskribenten Cathy Young kritiserade Dines för att ägna sig åt dubbelmoral.
Gail Dines är mottagare av Myers Center Award for the Study of Human Rights in North America.